# Église Sainte-Claire d'Hagnicourt
Pour les articles homonymes, voir Église Sainte-Claire.
L'église Sainte-Claire est une église romane située à Hagnicourt, en France. C'est la simplicité de cette église rurale et de sa décoration qui fait son charme.

## Description
Cette église date du XIIe siècle pour les parties romanes les plus anciennes. 
En particulier, le portail occidental a conservé une archivolte à moulures très sobre et caractéristique de ces églises romanes du diocèse de Reims : trois tores en plein cintre reposant sur des colonnettes disposées en ébrasement. Les chapiteaux s'ornent de feuilles raides à volutes terminales aux angles de leur corbeille. 
L'église est structurée autour d'une nef principale sans bas-côtés. Le chœur à cinq pans est percé de cinq fenêtres. Un transept à droite est percé de deux fenêtres ogivales à deux meneaux. Le bas-côté droit de cette église a été détruit.

## Localisation
L'église est située sur la commune d'Hagnicourt, dans le département français des Ardennes.

## Historique
L'église est mentionnée dans un pouillé du XIVe siècle, à Hallignicourt. Elle y est placée sous l'invocation de Saint Clet, et non de Sainte Claire. 
L'édifice est classé au titre des monuments historiques en 1911.